# لتریو کاتاپانو
لتریو کاتاپانو (انگلیسی: Letterio Catapano; ۲۴ اکتبر ۱۹۰۲ – ۱۸ فوریهٔ ۱۹۷۹) بازیکن فوتبال اهل ایتالیا بود.
از باشگاه‌هایی که در آن بازی کرده‌است می‌توان به باشگاه فوتبال آسکولی و باشگاه فوتبال ناپولی اشاره کرد.